# Knud Martner
Knud Martner (* 8. Juli 1940 in Dalum bei Odense) ist ein dänischer Musikwissenschaftler und Gustav-Mahler-Forscher.

## Leben
Knud Martner gilt als eine Institution der Mahler-Forschung. Er gab u. a. den Briefwechsel Mahlers mit seiner Frau Alma heraus. Martner dokumentierte auch Mahlers Rang und Bedeutung als Interpret seiner eigenen und anderer Musik detailliert, darunter auch das von Mahler mit geprägte Konzertleben Wiens während seiner Arbeit an der Wiener Hofoper.

## Ehrungen
Für seinen Beitrag zur Erforschung des Komponisten Mahler wurde Martner 2007 von der Internationalen Gustav Mahler Gesellschaft in Wien mit der Goldmedaille ausgezeichnet.

## Publikationen (Auswahl)
- Ferdinand Pfohl: Gustav Mahler. Eindrücke und Erinnerungen aus den Hamburger Jahren 1892–1897. Herausgegeben von Knud Martner. Musikalienhandlung Karl Dieter Wagner, Hamburg 1973, ISBN 3-921029-15-5.
- Alma Mahler: Gustav Mahler. Memories and Letters. Herausgegeben zusammen mit Donald Mitchell. John Murray, London 1973, ISBN 0-7195-2944-1.
- Selected Letters of Gustav Mahler. Faber, London & Boston 1979, ISBN 0-571-08643-8.
- Gustav Mahler in den Erinnerungen von Natalie Bauer-Lechner. Hrsg. in Zusammenarbeit mit Herbert Killian. Musikalienhandlung Karl Dieter Wagner, Hamburg 1984, ISBN 3-921029-92-9.
- Gustav Mahler im Konzertsaal: eine Dokumentation seiner Konzerttätigkeit, 1870–1911. KM-Privatdruck, Kopenhagen; Musikalienhandlung Karl Dieter Wagner, Hamburg 1985, DNB 994148445. – Zweite, stark vermehrte Ausgabe (englisch): Mahler’s Concerts. Kaplan Foundation/Overlook Press, New York 2010, ISBN 978-1-59020-392-7. Enthält in Faksimile Programme sämtlicher Konzerte Mahlers.
- Ein Glück ohne Ruh’. Die Briefe Gustav Mahlers an Alma. Erste Gesamtausgabe. Hrsg. in Zusammenarbeit mit Henry-Louis de La Grange und Günther Weiss. Siedler, Berlin 1995, ISBN 3-88680-577-8.